# Rivetina compacta
Rivetina compacta es una especie de mantis de la familia Mantidae.

## Distribución geográfica
Se encuentra en  Tayikistán.